# Actio conducti
Actio conducti – w prawie rzymskim powództwo z kontraktu najmu, przysługujące najemcy (conductor) przeciw wynajmującemu (locator).

## Charakterystyka powództwa
Ponieważ umowa najmu przynosiła korzyści obu stronom, odpowiadały one za omnis culpa. Ochronie roszczeń najemcy służyła, należąca do skarg osobowych, actio conducti.